# Røllikegyvelkvæler
Røllikegyvelkvæler (Orobanche purpurea) er en gyvelkvæler, som bliver 15-40 cm høj og vokser på græsbund. Den er meget sjælden på Sjælland, og i Sverige findes den kun på Øland. Som navnet henviser til, snylter den på røllike (og undertiden på bynke).
I Danmark er den fredet, og er regnet som kritisk truet på den danske rødliste.